# Zeniarai Benzaiten Ugafuku-jinja

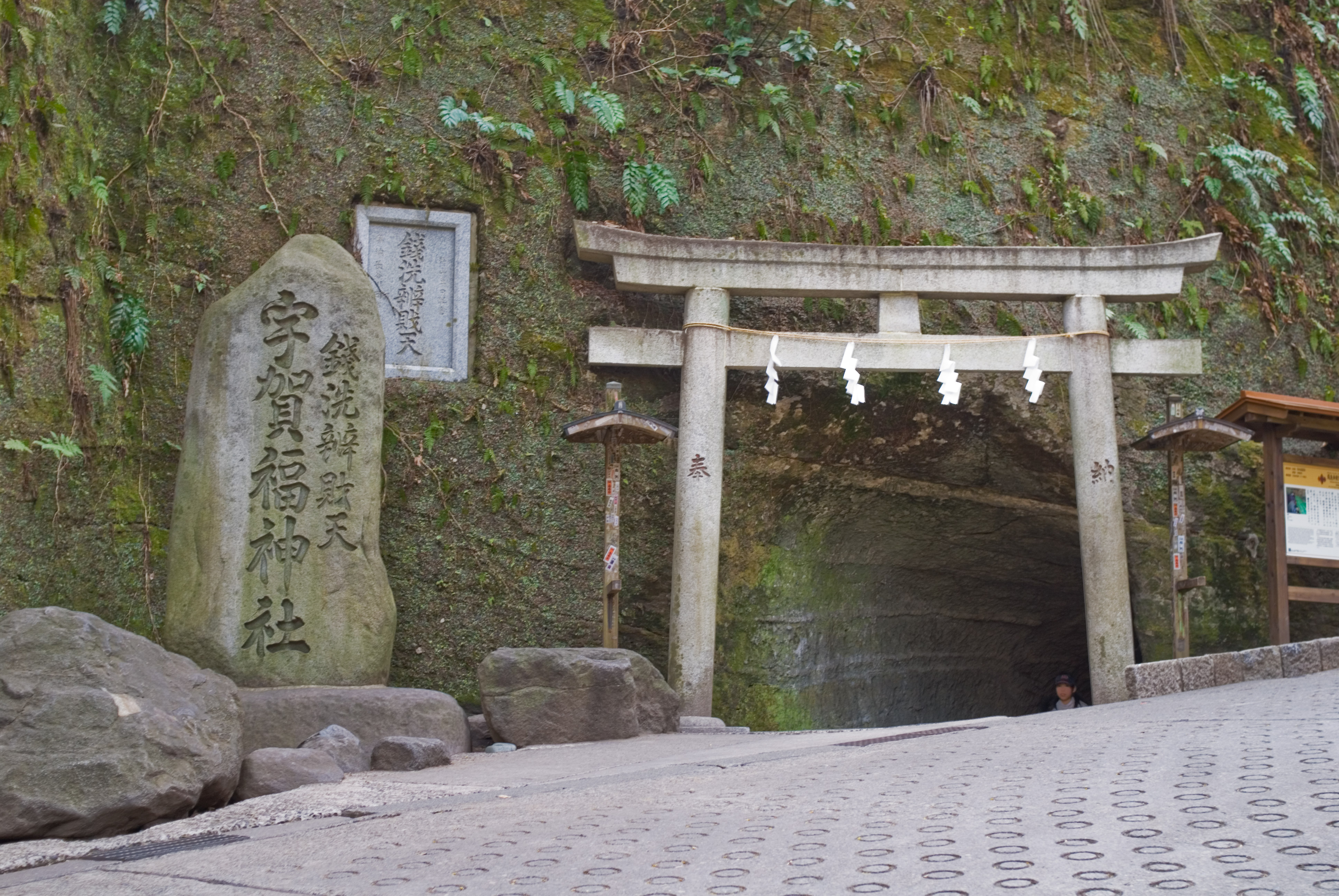
Un des toriis du sanctuaire.

Le Zeniarai Benzaiten Ugafuku-jinja (銭洗弁財天宇賀福神社), populairement connu simplement comme le Zeniarai Benten, est un sanctuaire shinto à Kamakura, préfecture de Kanagawa au Japon. En dépit de sa petite taille, c'est le deuxième site le plus populaire de Kamakura après le Tsurugaoka Hachiman-gū. Le sanctuaire Zeniarai Benzaiten est populaire parmi les touristes parce que les eaux d'une source dans sa grotte passent pour être en mesure de multiplier l'argent qui y est lavé. L'objet du culte est un kami syncrétique qui fusionne un esprit traditionnel appelé Ugafukujin (宇賀福神) avec la déesse bouddhiste d'origine indienne Sarasvati, connue en japonais comme Benzaiten. Le sanctuaire fait partie de la minorité au Japon qui présente encore la fusion de croyances religieuses indigènes et bouddhistes étrangères (ce qu'on appelle shinbutsu shūgō), courante avant la restauration de Meiji (fin du XIXe siècle). Le Zeniarai Benzaiten est un massha extérieur du Yazaka Daijin (八坂大神) de Ōgigayatsu mais devient indépendant en 1970 sous son nom actuel.

## Histoire et caractéristiques

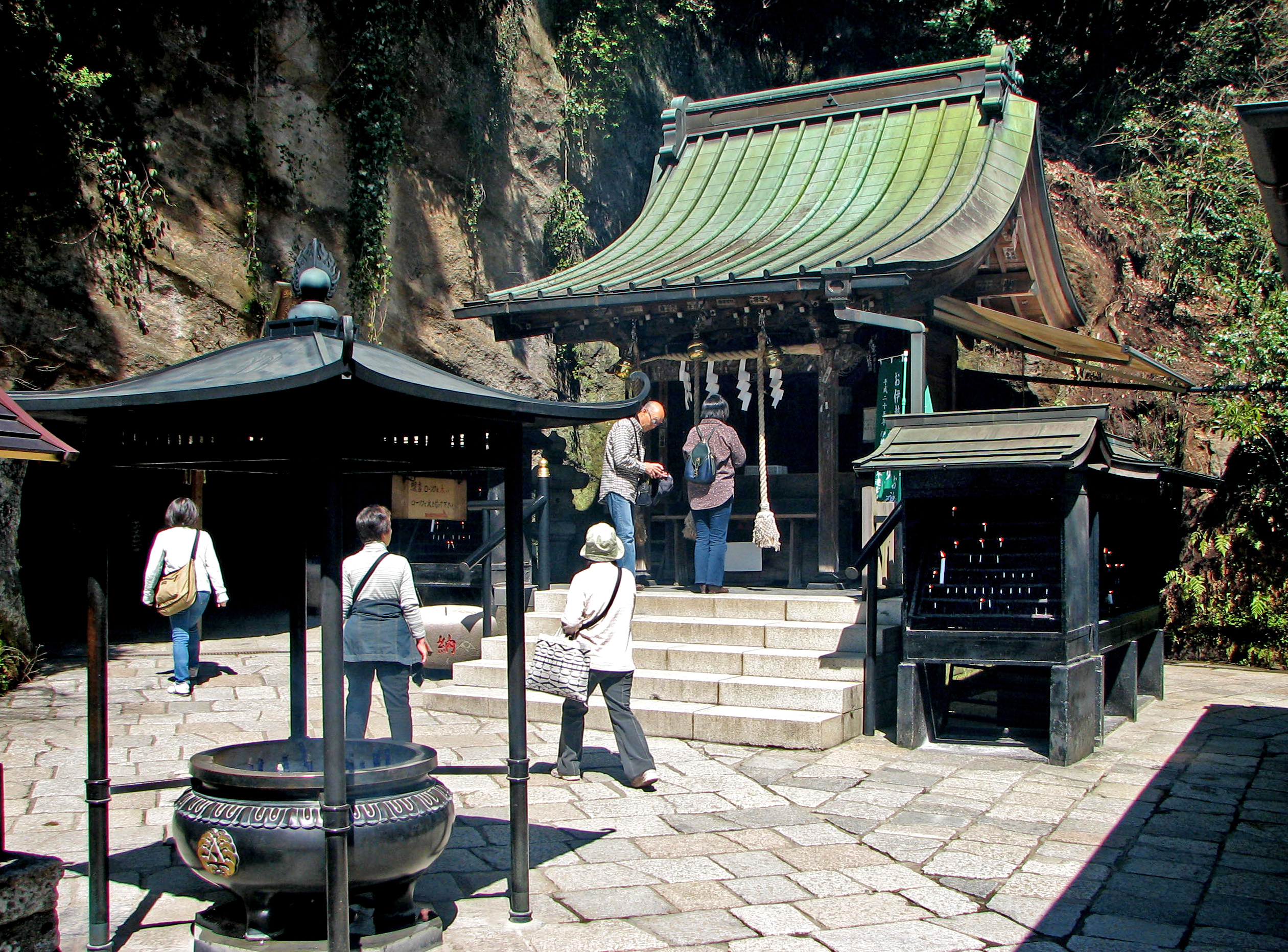
Intérieur du Zeniarai Benten.

Selon la pancarte à l'entrée, le Zeniarai Benzaiten est fondé en 1185 (ère Bunji 1) après que Minamoto no Yoritomo (1147-1199), premier des shoguns de Kamakura, le jour du serpent au cours du mois du serpent a rêvé du kami Ugafukujin. Le kami lui dit : « Dans une vallée au nord-ouest, il y a une source miraculeuse qui jaillit des roches. Vas-y et adore le kami [shinto] et le hotoke [bouddhiste], et la paix viendra dans le pays. Je suis Ugakufujin, le kami de cette terre. » Yoritomo aurait trouvé la source et construit un sanctuaire pour Ugafukujin, un kami dont le symbole est un serpent avec une tête humaine.
En réalité cependant, si l'existence de la source et de la tradition qui lui est associée depuis cette époque est certaine, celle du sanctuaire ne l'est pas. Des documents topographiques de l'époque d'Edo attestent que la zone d'où surgissent les sources du Zeniarai est appelée kakurezato (隠里, « pays caché ») mais ne mentionnent pas le sanctuaire. De la même façon, le Kōkoku Chishi (皇国地誌, « topographie de l'empire »), étude topologique de l'ère Meiji, fait mention de l'une mais pas de l'autre et il est donc probable que le sanctuaire a été construit au cours de la fin du XIXe siècle.
La tradition qui consister à laver de l'argent dans la source dans l'espoir de le voir se multiplier remonte à 1257 (ère Shōka 1) lorsque Hōjō Tokiyori, le shikken de Kamakura, vient ici pour prier. Il recommande aux fidèles de laver les pièces de monnaie, disant que s'ils le font, ils seront certainement récompensés par Ugafukujin qui les multipliera et accordera la prospérité à leurs descendants. Lui-même le fait et les gens commencent à l'imiter, inaugurant une tradition qui se poursuit à ce jour et est la raison de la popularité du sanctuaire. Sa source en vient à être appelée Zeniarai-mizu (銭洗水, « eau qui nettoie l'argent ») et durant l'époque d'Edo est considérée une des « Cinq célèbres sources de Kamakura » (鎌倉五名水), réputées pour la qualité de leurs eaux.
Le shintai, (l'objet du culte, qui héberge le kami) est un serpent de pierre avec une tête humaine, symbole d'Ugafukujin, le kami des eaux. Le kami finit par être identifié et confondu avec la déesse bouddhiste Benzaiten (Sarasvati en sanskrit) selon la théorie syncrétique alors dominante du honji suijaku, qui considère les kamis japonais comme rien de plus que des manifestations locales de dieux indiens bouddhistes. Plus tard, cette entité syncrétique en vient aussi à être associée à des récoltes, et à présent est vénérée comme un kami de la prospérité.
Le sanctuaire possède des dizaines de toriis (portes shinto) mais aussi beaucoup de statues bouddhistes. Le parfum d'encens, normalement utilisé uniquement par les temples bouddhistes, y est présent. La raison en est que le Zeniarai Benzaiten est un exemple rare de la fusion du bouddhisme et d'éléments shinto (shinbutsu shūgō), ce qui est la norme au Japon avant l'ère Meiji, lorsque la plupart des sanctuaires sont contraints de se débarrasser de tous leurs objets bouddhistes. Contrairement au Tsurugaoka Hachiman-gū, le Zeniarai Benten est l'un de ceux en mesure de les conserver.

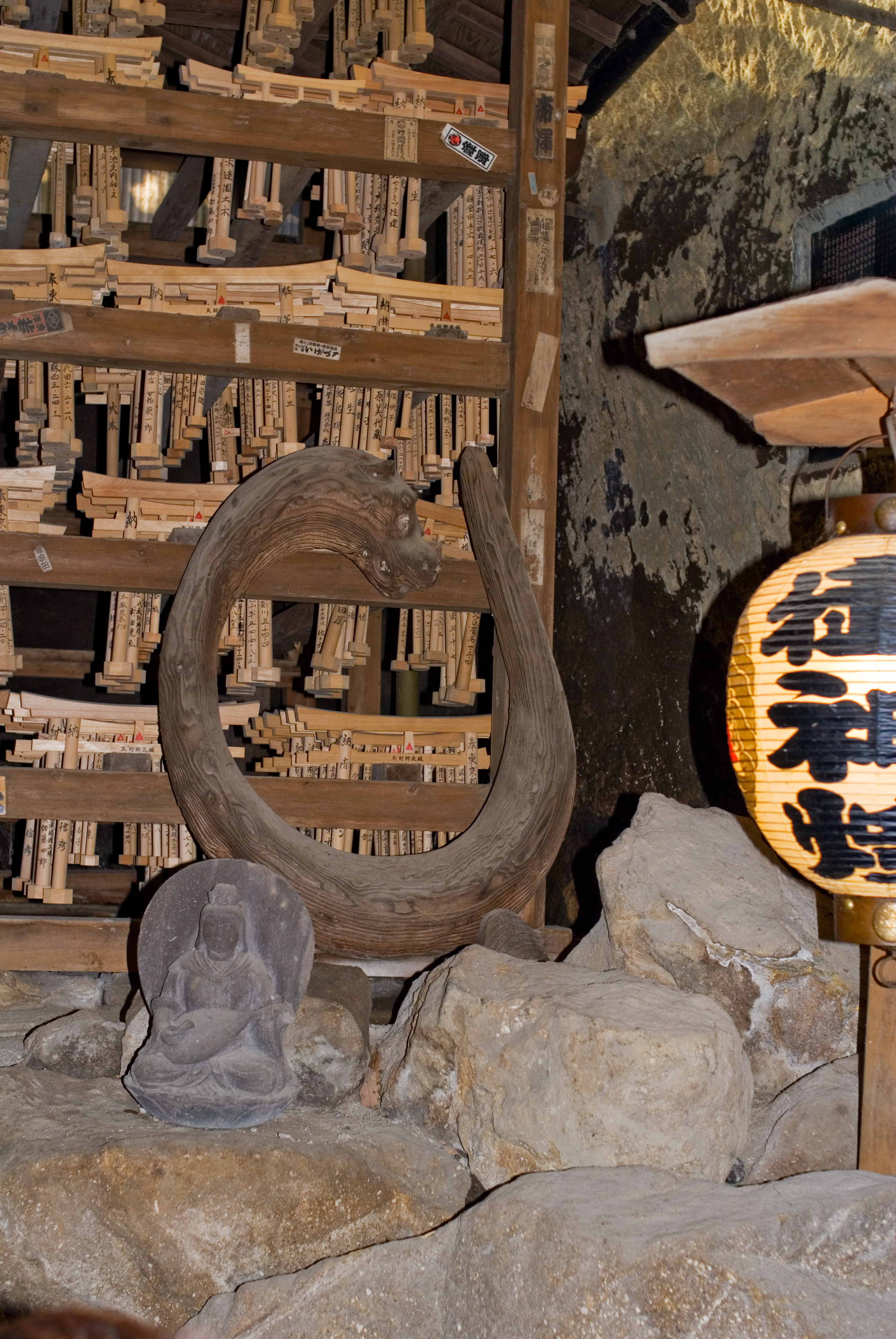
Effigie d'Ugafukujin dans l'Okunomiya.

Ce sanctuaire de huit cents ans est inhabituel pour plusieurs raisons, la première étant qu'il est complètement entouré par des parois rocheuses élevées. Totalement invisible de l'extérieur, le sanctuaire Benzaiten Zeniarai ne peut être atteint que par un tunnel (voir photo ci-dessus) et un sentier étroit sur sa face arrière. Par ailleurs, comme il est construit sur un terrain irrégulier, ses différents bâtiments s'élèvent à des hauteurs différentes et sont reliés par des escaliers. Dans le Naikū (内宮) est vénéré Ichikishima-Hime-no-Mikoto (市杵島姫命). La salle la plus visitée, l'Okugū (奥宮), consacrée à Ugafukujin/Benzaiten, n'est pas un bâtiment mais une grotte. À l'intérieur coule l'eau et des tamis sont prévus pour que les fidèles puissent laver les pièces de monnaie. Il existe également des sanctuaires consacrés aux Sept Divinités du Bonheur (Shichifuku-jinja (七幅神社), « sanctuaire supérieur ») et au dieu de l'eau (Mizuhame-no-kami (水波売神), « sanctuaire inférieur »). 
Une étude de terrain en 1970 révèle un groupe de yagura remontant au moins au Xe siècle, au-dessus du tunnel du sanctuaire (voir photo ci-dessus). Les fouilles révèlent plusieurs stèles bouddhiques maintenant conservées au musée des trésors nationaux de Kamakura.
En raison de sa commodité, le tunnel est désormais l'entrée principale de facto du sanctuaire, mais lui et son chemin d'accès (le sandō) ne sont cependant construits qu'en 1958. L'approche principale du sanctuaire se trouve sur le côté opposé, à proximité des maisons de thé. Comme la première, elle est couverte de plusieurs toriis offerts par les fidèles et mène à une route étroite, puis à la vallée de Sasukegayatsu (佐助ヶ谷). Dans le passé, c'est le seul accès au sanctuaire, et cela semble être la raison pour laquelle le nom de « Kakurezato » (voir ci-dessus), est donné à l'époque à la région.